# Warren Herbert Wagner
Warren Herbert Wagner (Washington, 29 de agosto de 1920 – 8 de janeiro de 2000) foi um botânico norte-americano.